# Macropsis nigra
Macropsis nigra är en insektsart som beskrevs av Matsumura 1915. Macropsis nigra ingår i släktet Macropsis och familjen dvärgstritar. Inga underarter finns listade i Catalogue of Life.